# Gemylus albipictus
Gemylus albipictus là một loài bọ cánh cứng trong họ Cerambycidae.